# Frank Nossack
Frank Nossack (* 15. Februar 1943 in Oderberg) ist ein heute inaktiver deutscher Schauspieler.

## Leben und Wirken
Der aus Brandenburg stammende Nossack erhielt seine künstlerische Ausbildung bei Eduard Marks in Hamburg. Dort gab der 20-Jährige auch sein Debüt und wurde gleich darauf vor die Kamera geholt (für Jürgen Rolands St. Pauli-Kinokrimi Polizeirevier Davidswache und die Hamburger ZDF-Produktion Aktion Brieftaube – Schicksale im geteilten Berlin, beide 1964). Gleich darauf gab er in Bonn sein Theaterdebüt, ging aber anschließend als freischaffender Künstler vorwiegend auf Gastspielreisen.
In den folgenden zehn Jahren spielte Nossack eine Fülle von tragenden Nebenrollen sowohl in Fernseh- als auch in Kinofilmen; darunter Ende der 1960er, Anfang der 1970er Jahre auch mehrere so genannte Aufklärungs- bzw. Soft-Sex-Filme. Oftmals wurde der schlanke, blonde Schauspieler als Liebhaber und „junger Wilder“ aber auch als halbseidene Type oder Ganove besetzt. In Krimireihen wie Das Kriminalmuseum sah man ihn aber auch als Kriminalbeamten.
Mitte der 1970er Jahre verschwand Frank Nossack aus dem Licht der Öffentlichkeit. Der mutmaßliche Grund dafür war eine schwere Erkrankung.

## Filmografie
- 1964: Aktion Brieftaube – Schicksale im geteilten Berlin
- 1964: Polizeirevier Davidswache
- 1964: Hafenpolizei (eine Folge)
- 1965: Die Flasche
- 1965: Die Schelme im Paradies
- 1967: Die seltsamen Methoden des Franz Josef Wanninger, Folge: Der Einbrecher
- 1967: Wenn es Nacht wird auf der Reeperbahn
- 1967–68: Das Kriminalmuseum
- 1968: Van de Velde: Die vollkommene Ehe
- 1968: Landarzt Dr. Brock (eine Folge)
- 1968: Der Tod im roten Jaguar
- 1968: Madame Legros
- 1969: Percy Stuart (eine Folge)
- 1969: Asternplatz 10 Uhr 6
- 1969: Doppelagent George Blake
- 1970: Das Bastardzeichen
- 1970: Fünf Freunde in der Tinte
- 1972: Fünf Tage hat die Woche (eine Folge)
- 1972: Semesterferien (eine Folge)
- 1972: Lehrmädchen-Report
- 1972: Der Fall Opa
- 1972: Das Paradies auf der anderen Seite
- 1972: Krankenschwestern-Report
- 1973: Liebe in drei Dimensionen
- 1973: Schulmädchen-Report. 5. Teil: Was Eltern wirklich wissen sollten
- 1973: Gabriel
- 1973: Sex-Träume-Report
- 1973: Schlüsselloch-Report
- 1973: Hausfrauen-Report, 4. Teil
- 1973: Der Ostfriesen-Report
- 1974: Laß jucken, Kumpel 3. Teil – Maloche, Bier und Bett
- 1974: Telerop 2009 – Es ist noch was zu retten
- 1974: Okay S.I.R. (eine Folge)
- 1973–75: Mordkommission (zwei Folgen)
- 1976: Also, es war so… (nur Co-Produktionsleitung)